# Zentralstadion Leipzig (1956)

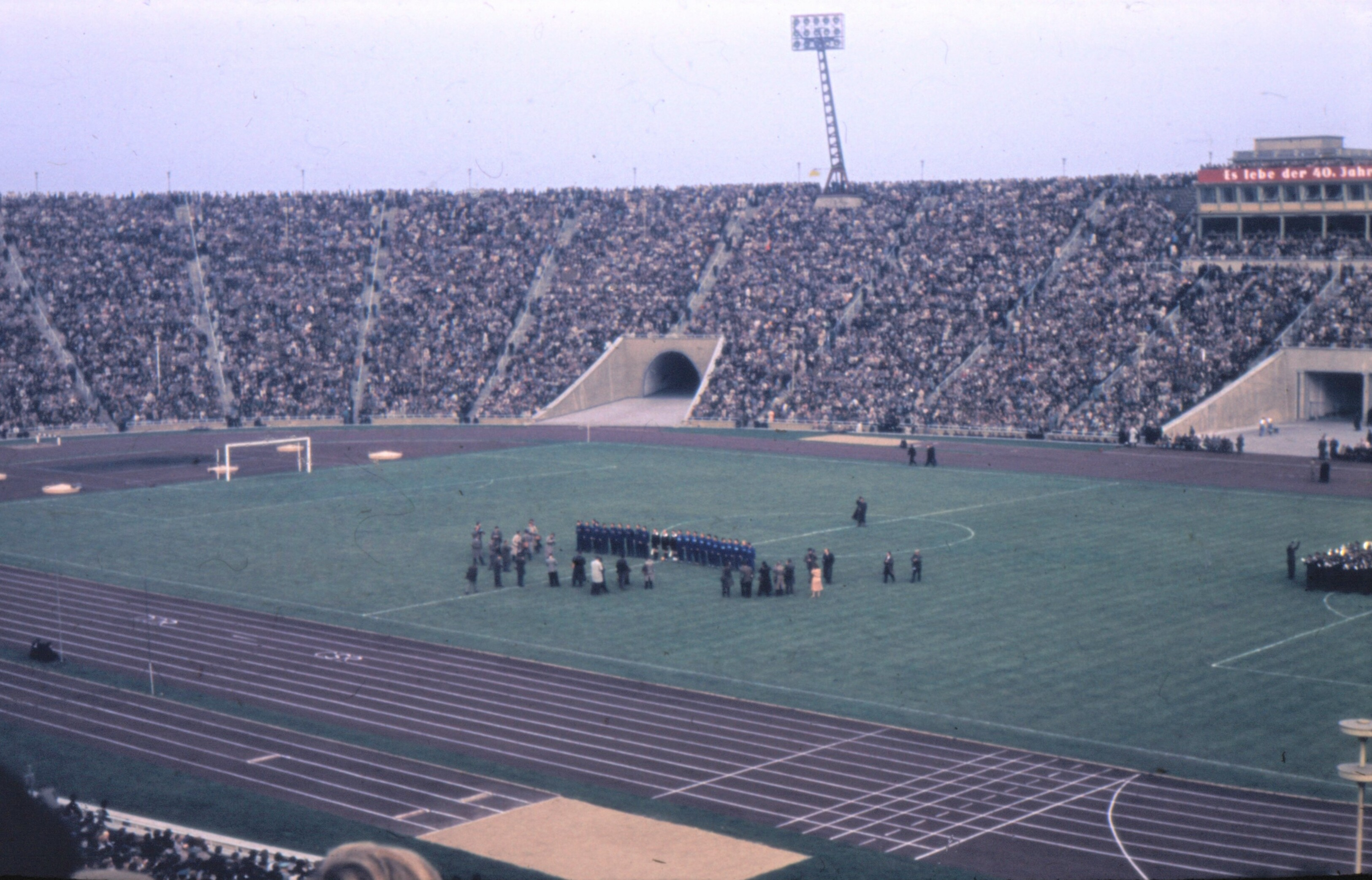

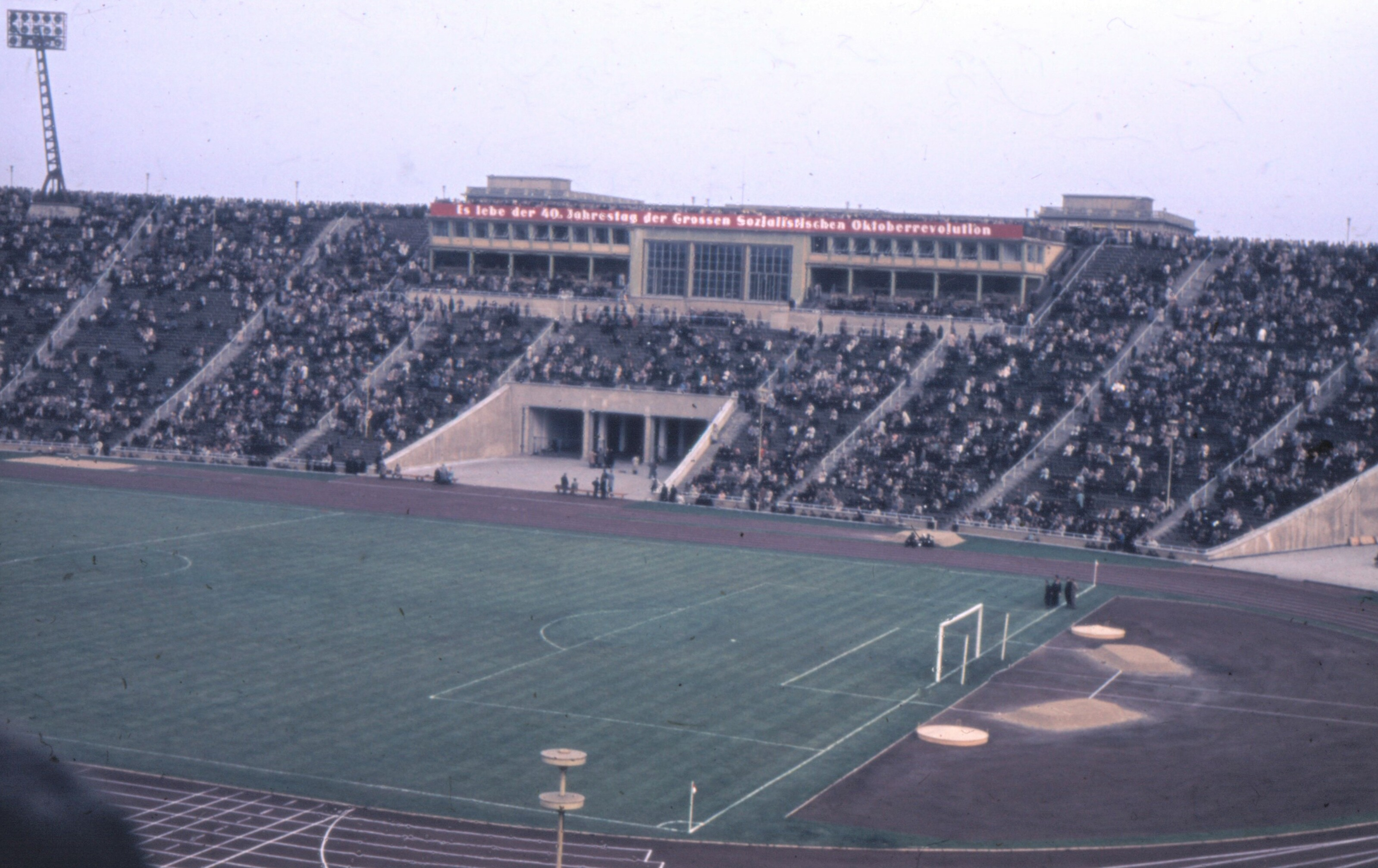

Das Zentralstadion, auch Stadion der Hunderttausend, Sportforum oder retrospektiv altes Zentralstadion genannt, war ein Stadion mit Leichtathletikanlage in der sächsischen Großstadt Leipzig. Das 1956 eröffnete und auf Trümmerschutt aus den Luftangriffen auf Leipzig gebaute Stadion diente hauptsächlich zur Austragung von Fußballspielen auf nationaler und internationaler Ebene. Es war aber auch Austragungsort von verschiedenen anderen Veranstaltungen, wie dem Turn- und Sportfest der DDR. Mit einer Kapazität von insgesamt 100.000 Zuschauern, die dem Stadion den Spitznamen Stadion der Hunderttausend einbrachte, war es das größte Stadion der DDR und Deutschlands. 2000 wurde das Zentralstadion abgerissen. An gleicher Stelle wurde für die Fußball-Weltmeisterschaft 2006 das „neue“ Zentralstadion (seit 2010 Red Bull Arena) als reines Fußballstadion errichtet.

## Geschichte

### Vorgeschichte
Bereits seit 1867 befand sich am Ort des Zentralstadions die Sportstätte des TSV 1867 Leipzig. In den Jahren 1926/27 plante man eine Großkampfbahn. Die Pläne konnten jedoch nie realisiert werden, da die Nationalsozialisten am selben Ort einen Aufmarschplatz zu Ehren von Adolf Hitler errichteten. Nach den Plänen der Nationalsozialisten sollte Leipzig erst nach den Olympischen Spielen 1936 in Berlin ein Stadion für 100.000 Zuschauer erhalten. 1939 stellte Werner March, der das Berliner Olympiastadion entworfen hatte, seine Pläne vor, die wegen des Zweiten Weltkriegs nicht realisiert wurden. Der Bebauungsplan von 1948 sah vor, die Kriegstrümmer zum Bau des Leipziger Sportforums zu verwenden. 1952 wurde mit dem Schwimmstadion Leipzig das erste Objekt fertiggestellt.

### Erbauung und Nutzung
Nachdem im Januar 1955 der Bau des Zentralstadions beschlossen worden war, begannen am 15. April 1955 die Bauarbeiten für ein 100.000 Zuschauer fassendes Stadion nach den Plänen des Architekten Karl Souradny im Sportforum Leipzig neben der Leipziger Festwiese. Die Tribünen wurden auf einem 23 Meter hohen, 100 Meter breiten und rund 900 Meter langen Wall errichtet, der mit 1,5 Millionen Kubikmeter Trümmerschutt aufgeschüttet wurde – rund ein Drittel der Weltkriegstrümmer Leipzigs. Im Juli 1956 fertiggestellt, wurde das Stadion am 4. August 1956 mit dem Spiel des amtierenden DDR-Meisters SC Wismut Karl-Marx-Stadt gegen den amtierenden ungarischen Meister Honvéd Budapest (1:3) eröffnet.
Weil das Stadion von 180.000 freiwilligen Helfern erbaut wurde, wegen seiner Dimensionierung – die ihm den Spitznamen Stadion der Hunderttausend einbrachte – und des fünfstöckigen Hauptgebäudes sowie der großen Flutlichtanlage war das Zentralstadion ein Prestigebau und Propaganda-Mittel der DDR.
Fortan fanden unter anderem sieben Mal das Turn- und Sportfest der DDR, Leichtathletikwettkämpfe, Radsportwettkämpfe, Länderspiele der Fußballnationalmannschaft der DDR, Spiele des 1. FC Lokomotive Leipzig im Europapokal der Pokalsieger und weitere Spiele des nationalen und internationalen Vereinsfußballs im Zentralstadion statt. Im ersten Jahr des Bestehens kamen fünf Mal über 100.000 Zuschauer zu den Veranstaltungen. Im September 1956 wurde beim Oberliga-Spiel SC Rotation Leipzig gegen SC Lokomotive Leipzig der deutsche Zuschauerrekord aufgestellt, mit 100.000 Besuchern. Zum Qualifikationsspiel der DDR zur Fußball-WM 1958 im Oktober 1957 gegen die Tschechoslowakei kamen 110.000 Zuschauer.
1977 wurde das Zentralstadion zum letzten Mal umfangreicher renoviert; insbesondere wurde die Flutlichtanlage für das Farbfernsehen erneuert.
Nach der Wiedervereinigung diente das Zentralstadion dem VfB Leipzig, der aus dem 1. FC Lokomotive Leipzig entstanden war, als Spielort für die Bundesligaspiele; wegen Baufälligkeit wurde die Kapazität auf 40.000 begrenzt. Nach dem Abstieg des VfB 1994 und dessen Umzug in das Bruno-Plache-Stadion wurde der Bau nur noch vereinzelt genutzt und später komplett gesperrt.
Nachdem DFB-Präsident Egidius Braun eine deutsche Bewerbung für die Fußball-Weltmeisterschaft 2006 an einen Spielort in den neuen Ländern geknüpft hatte, wurde das Stadion 2000 abgerissen. In den begrünten Wall wurde das „neue“ Zentralstadion gebaut und 2004 eröffnet.

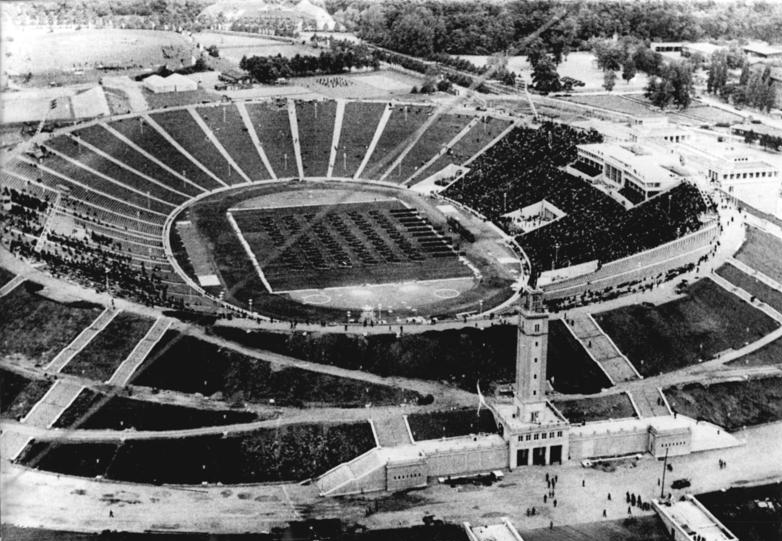
Zentralstadion, 1956
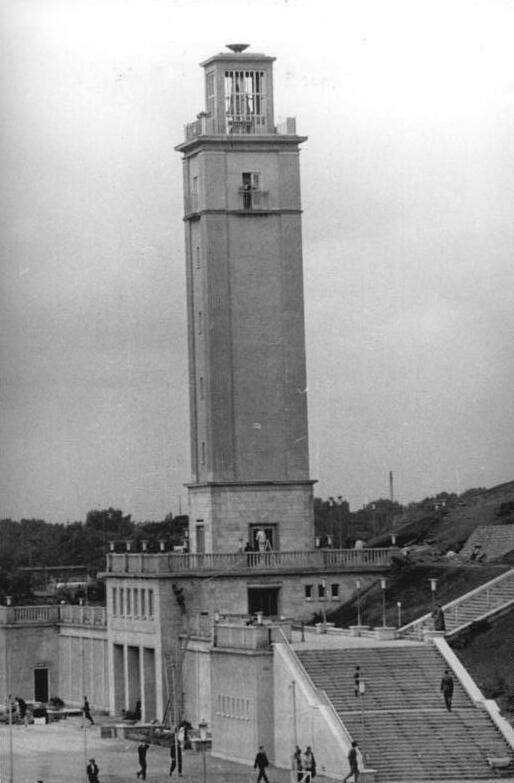
Glockenturm des Zentralstadions, 1956
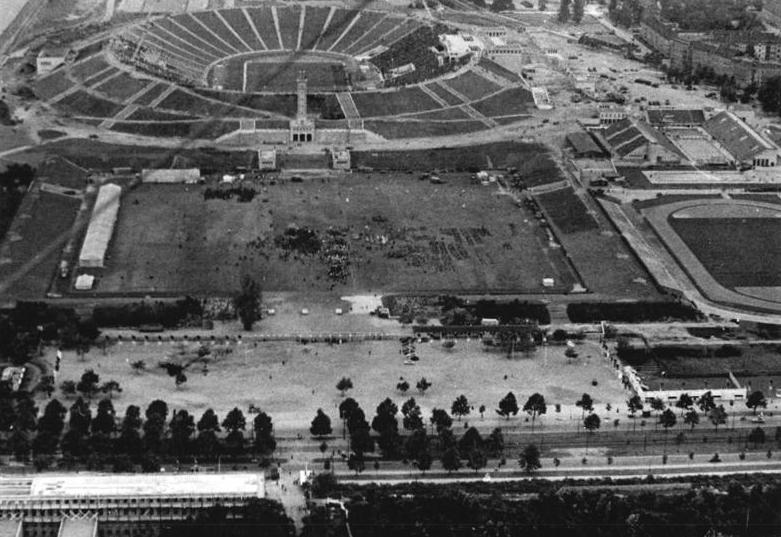
Zentralstadion, 1956
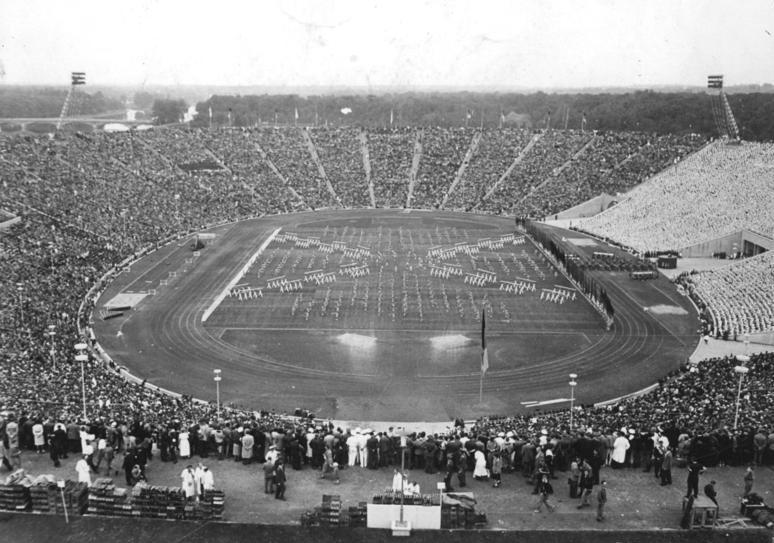
Beim II. Deutschen Turn- und Sportfest am 4. August 1956
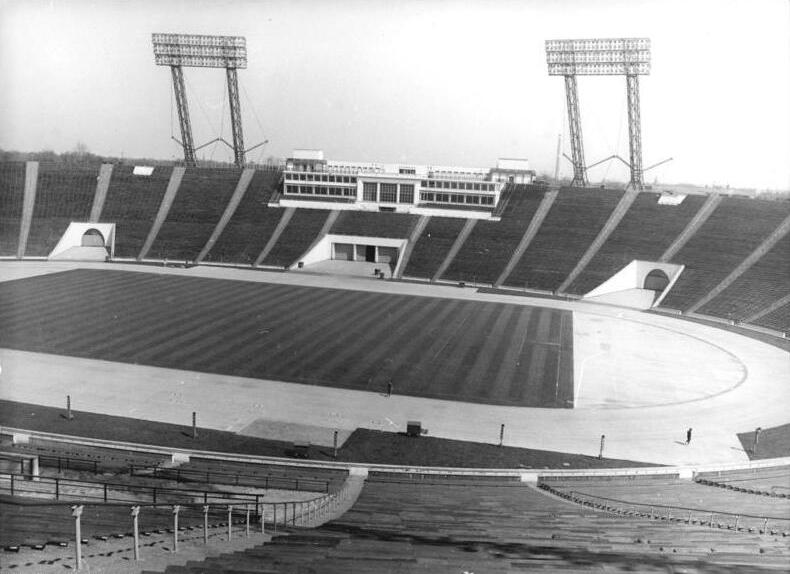
Innenansicht des Zentralstadions mit der neuen Flutlichtanlage, 1978
Eintrittskarte DDR – Frankreich 1985
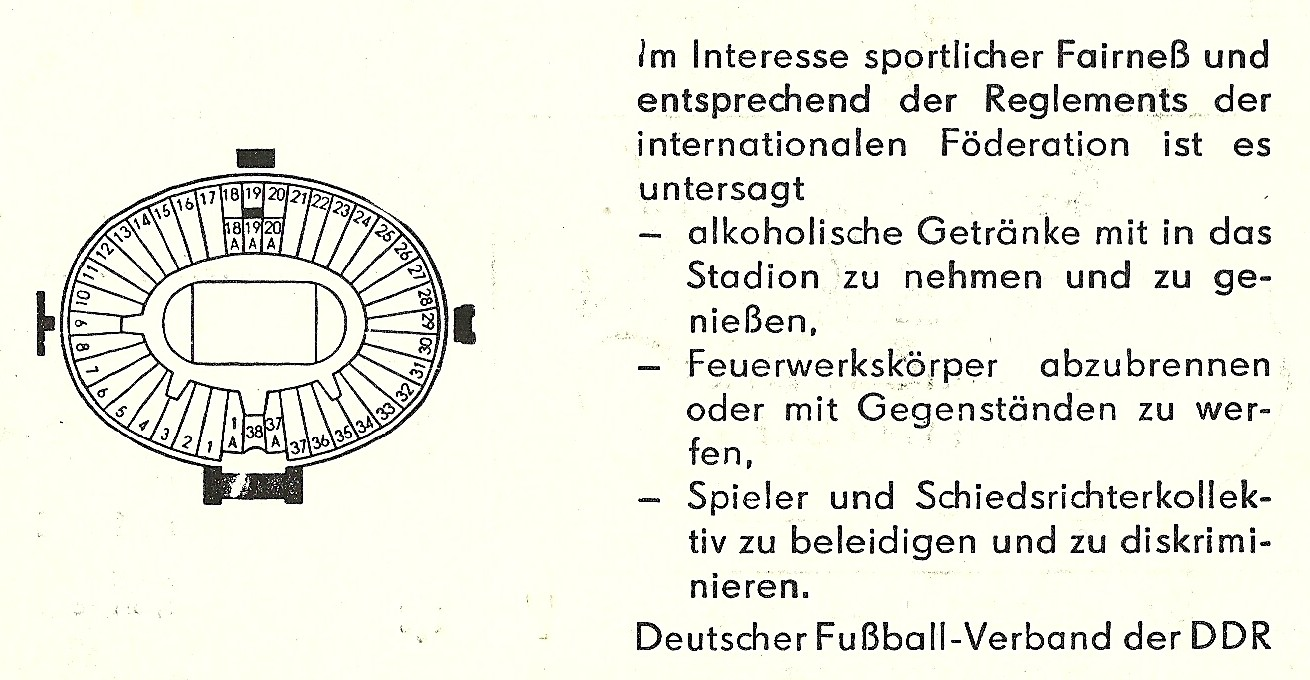
Blockeinteilung auf der Rückseite der Eintrittskarte zum Spiel DDR gegen Belgien, 1983